# Mołodyńcze (przystanek kolejowy)
Mołodyńcze (ukr. Молодинче, ros. Молодынче) – przystanek kolejowy w miejscowości Mołodyńcze, w rejonie stryjskim, w obwodzie lwowskim, na Ukrainie. Położony jest na linii Lwów – Czerniowce.